# Le Justicier de l'Arizona
Pour plus de détails, voir Fiche technique et Distribution.
Le Justicier de l'Arizona (titre original : Return of the Gunfighter) est un film américain de James Neilson sorti en 1967.

## Synopsis
Tout juste sorti de prison, le pistolero Ben Wyatt ne souhaite qu'une chose : vivre en paix. Débarque alors son ami Luis Domingo, un honnête éleveur : il lui demande de l'aider à se débarrasser de Clay Sutton qui tente de l'exproprier. Wyatt refuse mais, lorsque plus tard, il arrive au ranch des Domingo, ravagé par un incendie, il retrouve Luis et sa femme morts. Seulle leur fille Anisa a survécu. Voulant les venger, Ben croise la route de Lee Sutton, le frère de Clay, gravement blessé...

## Fiche technique
- Titre original : Return of the Gunfighter
- Réalisation : James Neilson
- Scénario : Robert Buckner d'après une histoire de Burt Kennedy et Robert Buckner
- Directeur de la photographie : Ellsworth Fredricks
- Montage : Richard Heermance
- Musique : Hans J. Salter
- Production : Frank et Maurice King
- Genre : Western
- Pays :  États-Unis
- Durée : 98 minutes
- Date de sortie :
  -  États-Unis : 28 janvier 1967
  -  France : 7 février 1968

## Distribution
- Robert Taylor (VF : Roland Ménard) : Ben Wyatt
- Chad Everett (VF : Bernard Woringer) : Lee Sutton
- Ana Martín : Anisa Domingo
- Mort Mills (VF : Michel Gudin) : le shérif Will (Willy en VF) Parker
- Lyle Bettger (VF : William Sabatier) : Clay Sutton
- John Davis Chandler (VF : Jacques Thébault) : Sundance
- Michael Pate (VF : Claude Joseph) : Frank Boone
- Barry Atwater (VF : Jean-Louis Jemma) : Fred Lomax
- John Crawford : Butch Cassidy
- Willis Bouchey (VF : Lucien Bryonne) : le juge Ellis
- Rodolfo Hoyos (VF : Lucien Bryonne) : Luis Domingo
- Boyd 'Red' Morgan (VF : Hubert Buthion) : Wid Boone
- Henry Wills (VF : Pierre Garin) : Sam Boone
- Robert Shelton : un cowboy
- Loretta Miller : la danceuse
- Clegg Hoyt (VF : Jean-Jacques Steen) : Young, le suppléant du geôlier
- Harry Lauter : Frank Marlowe (Barlowe en VF)